# 南アフリカ野球連盟
南アフリカ野球連盟（みなみアフリカやきゅうれんめい、英語:South Africa Baseball Union、略称SABU）は、南アフリカ共和国における野球の国内競技連盟である。
野球は国内全州でおこなわれているが、メジャーなスポーツではなく、とりわけ南アフリカが先進国の一つとなっているクリケットの人気と成功には及んでいない。
連盟は世界野球ソフトボール連盟 (WBSC)および国際野球連盟 (IBAF)のメンバーである。
SABUは、南アフリカのスポーツ団体を統轄する南アフリカスポーツ文化芸術省傘下の南アフリカオリンピック委員会メンバーでもある。
SABUは、夏季オリンピック、ワールド・ベースボール・クラシック、IBAFワールドカップやアフリカ競技大会などの国際大会に参加する野球南アフリカ共和国代表を統括する。
著名な南アフリカの野球選手には、ギフト・ンゴエペ、アンソニー・フィリップスやダイラン・アンスワースがいる。

## 歴史
南アフリカではウィットウォーターズランドで野球が始まった。アメリカ合衆国から来た金鉱山の労働者が野球を始め、クラウン鉱山の野球チームからジャイアンツ・ベースボール・クラブが設立された。トランスヴァール野球協会は、20世紀初め（1904年または1905年）に設立された。
1934年にアルゴア湾で座礁した日本の商船「ぱりい丸」（大阪商船）の日本人船員が、次の船が到着するまでの3ヶ月ポート・エリザベスに滞在する間に、この町での野球の始まりに影響を与えた。船員は、アメリカの企業で働いた地元住民やモルモン教会のアメリカ人宣教師とポート・エリザベスのウェストボーン・オーバルで試合を開催し、ついには同年10月4日に東地区野球協会が設立された。
1935年、南アフリカ野球連盟（当時はSouth Africa Baseball Federation）が、地区ごとの支部（ボーダー・東・西・北トランスヴァール・トランスヴァール）とともに設立された。
第二次世界大戦中には、野球は公式におこなわれなかったが、1945年以後も続いた。アメリカのチームと試合をした最初の例の一つに、寄港していた2隻のアメリカ戦艦カリフォルニアとテネシーの乗組員から選抜されたチームとの試合があり、6対4でアメリカチームが勝利した。
1950年には西地区野球ソフトボール協会が、11の野球チームと23のソフトボールチームによって設立された。これを契機に1950年9月に南アフリカ野球連盟が復活するが、別の野球連盟(federation)が存在したことから、"Federation"から"Union"に名称を変更した。
1950年代に、選手およびアメリカ資本（たとえばゼネラル・モータース）による地元企業からの幅広い支援により、南アフリカの野球は黄金時代を迎える。1955年から1956年にかけて、アメリカのアマチュア野球選抜チームが3ヶ月半にわたって南アフリカ国内を巡り、地元の野球チームと対戦して高いレベルを見せるとともに、最大で1万人以上の観衆を集めた。ラグビー南アフリカ代表の人気選手は地元の野球への強い支持を示した。